# Thomas Middleditch
Thomas Middleditch, född 10 mars 1982 i Nelson, British Columbia, är en kanadensisk skådespelare.
Middleditch har bland annat medverkat i TV-serien Solar Opposites. Han har även medverkat i filmerna King: Skull Island och Godzilla: King of the Monsters.

## Filmografi (i urval)
- 2012 – Rivalerna
- 2013 – The Wolf of Wall Street
- 2013 – Zombieland: Double Tap
- 2014–2019 – Silicon Valley (TV-serie)
- 2015 – The Bronze
- 2015 – The Final Girls
- 2017 – Kong: Skull Island
- 2019 – Godzilla: King of the Monsters
- 2020–2022 – Solar Opposites (TV-serie)